# Редекин
Редекин (нем. Redekin) — община в Германии, в земле Саксония-Анхальт. 
Входит в состав района Йерихов. Подчиняется управлению Эльбе-Штремме-Финер.  Население составляет 680 человек (на 31 декабря 2006 года). Занимает площадь 19,21 км².